# Dennis Hastert
John Dennis Hastert dit Dennis Hastert, né le 2 janvier 1942 à Aurora (Illinois), est un homme politique américain membre du Parti républicain.
Membre pour l'Illinois de la Chambre des représentants des États-Unis de 1987 à 2007, il en fut son 51e président de 1999 à 2007.

## Biographie
Sa longévité comme président de la Chambre est la plus importante pour un républicain, devant Joseph Gurney Cannon. Lors des attentats du 11 septembre 2001, il est mis en sécurité par le Secret Service en raison de sa 2e place dans l'ordre de succession à la présidence des États-Unis.
En 2008, le démocrate Bill W. Foster succède à Hastert dans le 14e district de l'Illinois après la démission de ce dernier.
En octobre 2015, il plaide coupable face à des accusations d'abus sexuels sur mineurs alors qu'il était professeur et entraîneur de lycée il y a plusieurs décennies. Il est condamné à 15 mois de prison. 

## Dans la culture populaire
Dans l'épisode 8 (Effacer l'histoire) de la saison 11 de la série Shameless, le personnage de Franck Gallagher milite pour maintenir le nom de l'école élémentaire Dennis Hastert, qui doit être rebaptisée.

## Décorations et distinctions
- Grand-croix de l'ordre de la Couronne de chêne ( Luxembourg, 14 septembre 2004[4])
- Grand-croix (1ère classe) de l'ordre du Soleil levant ( Japon)
- Grand-croix de l'ordre du grand-duc Gediminas
- Grand-croix de l'ordre de Saint-Charles

Plusieurs distinctions et honneurs consacrés à Hastert sont révoqués en 2015 à la suite des révélations sur les abus sexuels comme l'inscription au Hall of Fame de la lutte, des diplômes honorifiques de l'université du Nord de l'Illinois et de l'université Lewis ainsi que les toponymes.